# S.N.U.F.F.
«S.N.U.F.F.» — десятый роман Виктора Пелевина, впервые опубликованный в декабре 2011 года тиражом 150 000 экземпляров с аннотацией: «Роман-утøпія о глубочайших тайнах женского сердца и высших секретах лётного мастерства!»

## Название
Снаф-видео (англ. Snuff film) — короткометражные фильмы, где показываются реальные убийства с предшествующим унижением жертвы. Распространяются для развлечения и ради денег. Пелевин переосмыслил слово, как Special Newsreel/Universal Feature Film, «спецвыпуск новостей/универсальный художественный фильм», после чего слово распространилось среди политтехнологов.

## Сюжет
Сюжет романа разворачивается в постапокалиптическом мире вокруг взаимоотношений двух стран — Уркаины (Уркаинского Уркаганата), которую населяют «орки», и висящего над ней искусственного гигантского шара Бизантиума (Big Byz), населённого «людьми».
Уркаина является технологически отсталым обществом, в быту говорящим на «верхнерусском» языке (государственный язык — верхне-среднесибирский), а Бизантиум, наоборот, является продвинутым технологически государством-«демократурой», где преобладает церковноанглийский язык, похожий на английский. Тем не менее Бизантиум страдает от недостатка физического пространства и от законов о возрасте согласия, которые запрещают вступать в публичный сексуальный контакт людям, не достигшим 46 лет. Многие жители Бизантиума живут с куклами-роботами («сурами») разной степени продвинутости.
Повествование ведётся от лица «человека» — Демьяна-Ландульфа Дамилолы Карпова, работающего оператором вооружённой беспилотной летающей кинокамеры. В гражданской жизни Карпов живёт со взятой в кредит сурой по имени Кая, которая втягивает его и двух «орков» в интригу, завязанную на её личных интересах и интересах элит. Кая манипулирует Дамилолой, дабы добиться своего.
Роман содержит множество намёков на современное (2011 год) социальное и политическое положение Запада и России (а также «первого мира» и остального человечества) и на их взаимоотношения, поданные в сатирической манере. Текст изобилует обсценной лексикой и окказионализмами, по большей части образованным из английских и русских слов, изменивших своё значение в описываемом мире будущего.

## Отсылки к другим произведениям автора
- Операция «Burning Bush» — упоминается Семён Левитан.
- Empire V — на уровне слухов упоминается поклонение огромной летучей мыши.
- Зенитные кодексы Аль-Эфесби — беспилотные летательные аппараты названы прародителями ИИ сур.

## Отзывы и критика
Обозреватель «Известий» Лиза Новикова: «Количество каламбуров, соленых острот и намеков на сегодняшние реалии на этот раз зашкаливает сильнее обычного. Наша политическая и общественная жизнь подбрасывает столько сюжетов, что только успевай их отрабатывать … Пелевин … анализирует и высмеивает новостные заголовки лучше и жестче любого поднаторевшего публициста … своих соперников писатель тоже вывел в романе».
Обозреватель издания «Time Out Москва» Н. Курчатова написала, что содержание романа «довольно смешно, грустно, нелепо, возмутительно и даже похоже на правду … Но вместе с тем впервые за много лет пелевинская проза оставляет лишь ощущение удрученности и оскомины: все так, но надоело уже, в конце концов».
Поэт и литературовед Максим Лаврентьев в рецензии для премии «Национальный бестселлер»-2012 писал:
… Пелевин пока что снизился со своей «Хеннелорой», мягко говоря, до уровня популярного в определённых кругах писателя-фантаста, а грубо — превратился в некое похабное русскоязычное подобие Гарри Гаррисона, уже наваявшего, кажется, целую гору похожей легковесной муры. <…> «Билл, герой галактики» или начальная часть гаррисоновской эпопеи «Крыса из нержавеющей стали» — <…> в принципе то же самое, разве что без пупарасов и мата (кстати сказать, грандиозное количества обсценной лексики у нынешнего Пелевина – явный признак сочинительского тупика и отчаянья). Что дальше? Двинемся ли от дешевой социальной фантастики к космоопере?..
Литературный критик Г. Л. Юзефович отметила в 2016 году:
В «S.N.U.F.F» есть всё, за что читатель любит пелевинский бренд: и шутки (которые по-прежнему хочется зачитывать вслух), и парадоксально точно пойманный и засахаренный «дух времени» (многие пассажи, касающиеся оркских «священных войн», зловеще перекликаются с самыми последними событиями в России)… А то, что каждый следующий пелевинский текст оказывается неизменно печальней, пронзительней и трагичней предыдущего (в нынешнем сердце порой разрывается, как в какой-нибудь «Каштанке») – так это, вероятно, свойство самого писателя, с возрастом мигрирующего в сторону всё большего пессимизма и надрыва.

## Экранизация
В 2023 году режиссёр Виктор Гинзбург начал работу над экранизацией романа.